# Pingwiny z Madagaskaru
Pingwiny z Madagaskaru (ang. The Penguins of Madagascar) – serial animowany produkcji DreamWorks. Premiera serialu nastąpiła 28 listopada 2008 roku w USA na kanale Nickelodeon. W Polsce serial miał premierę 24 października 2009 roku na tej samej stacji. Poza nią znalazł się również w ramówce 5 innych stacji: Comedy Central Polska (pierwszy raz 21 lutego 2011 roku), Nickelodeon HD (4 października 2011), TVP1 (15 kwietnia 2012), TV Puls (3 września 2012), VIVA Polska (25 listopada 2013), Paramount Channel (20 czerwca 2016). 3 lata przed premierą serialu, w 2005 roku, pojawił się film krótkometrażowy Pingwiny z Madagaskaru: Misja świąteczna.

## Fabuła
Serial jest spin-offem filmów Madagaskar, choć nie wiąże się ściśle z ich fabułą i nie jest umiejscowiony w określonym punkcie między nimi. Tom McGrath (użyczający głosu Skipperowi) oznajmił, że akcja serialu rozgrywa się w świecie równoległym do fabuły filmów.
Akcja serialu rozgrywa się po zakończeniu filmu Madagaskar 3, w którym Alex, Gloria, Melman i Marty postanawiają pracować w cyrku, a pingwiny wraz z lemurami (m.in. Królem Julianem) i szympansami wracają do Nowego Jorku, by przejąć władzę w zoo w Central Parku.

## Wersja oryginalna
- Tom McGrath – Skipper
- Jeff Bennett –
  - Kowalski,
  - czerwony Wiewiór,
  - różne postacie
- James Patrick Stuart –
  - Szeregowy,
  - Joey,
  - różne postacie
- John DiMaggio –
  - Rico,
  - Bolo,
  - Burt,
  - Hans,
  - różne postacie
- Danny Jacobs –
  - król Julian,
  - Roy,
  - różne postacie
- Kevin Michael Richardson –
  - Maurice,
  - Lolo,
  - różne postacie
- Andy Richter – Mort
- Nicole Sullivan – Marlenka
- Conrad Vernon – Mason
- Mary Scheer – Alice
- Richard Kind – Roger
- Wayne Knight – Maks
- Fred Stoller – Fred
- Tara Strong – Szeregowy jajko
- Neil Patrick Harris – dr. Bulgot
- Diedrich Bader – król szczurów
- Clancy Brown – Buck Rockgut
- Cedric Yabrough – Oficer X
- Fred Tatasciore – Gus
- Jane Leeves – Lulu

## Wersja polska[3]
Wersja polska: na zlecenie Nickelodeon Polska –  Studio Start International Polska

Reżyseria: Marek Klimczuk

Dialogi polskie: Bartosz Wierzbięta

Dźwięk i montaż: Janusz Tokarzewski

Kierownik produkcji: Dorota Nyczek

W wersji polskiej udział wzięli:
- Grzegorz Pawlak – Skipper
- Jacek Lenartowicz – Kowalski
- Tomasz Steciuk – Szeregowy
- Janusz Zadura – Rico
- Jarosław Boberek – król Julian
- Wojciech Paszkowski – Maurice
- Tomasz Bednarek – Mort
- Monika Kwiatkowska – Marlenka
- Joanna Węgrzynowska
- Brygida Turowska
- Paweł Galia
- Robert Tondera
- Janusz Wituch
- Zbigniew Konopka
- Cezary Kwieciński
- Paweł Szczesny
- Jakub Szydłowski
- Jacek Kopczyński
- Cezary Nowak
- Miłogost Reczek

Lektor: Tomasz Knapik

## Odcinki
| Sezony | Odcinki | Pierwsza emisja   | Ostatnia emisja | Pierwsza emisja      | Ostatnia emisja  |
| ------ | ------- | ----------------- | --------------- | -------------------- | ---------------- |
| 1.     | 26      | 28 listopada 2008 | 15 lutego 2010  | 24 października 2009 | 10 kwietnia 2010 |
| 2.     | 39      | 13 marca 2010     | 31 marca 2012   | 7 kwietnia 2011      | 21 czerwca 2012  |
| 3.     | 15      | 16 kwietnia 2012  | 19 grudnia 2015 | 4 sierpnia 2012      | 22 lutego 2013   |